# Ucho zapaśnika
Ucho zapaśnika (łac. auricula luctatoris, ang. wrestler’s ear), inaczej ucho kalafiorowate (ang. cauliflower ear) – nabyte zniekształcenie małżowiny usznej powstałe w wyniku następstw urazu mechanicznego ucha zewnętrznego.

## Przyczyny
Najczęstszą przyczyną jest tępy uraz małżowiny usznej powstały podczas uprawiania sportów kontaktowych, takich jak zapasy, boks, BJJ, MMA, rugby. Znacznie rzadszą przyczyną jest uszkodzenie małżowiny usznej przez piercing albo przez ogólnoustrojową chorobę tkanki chrzęstnej (chondropatię).

## Patomechanizm
Tworzący się w wyniku urazu krwiak znajduje się pomiędzy chrząstką małżowiny usznej a otaczającą ją ochrzęstną. Powoduje to oddzielenie tych dwóch struktur od siebie i ucisk otaczających tkanek. Uszkodzona w wyniku tego zjawiska chrząstka pozostaje niedokrwiona, częściowo obumiera i zostaje zastąpiona tkanką łączną włóknistą. Ulegający stopniowej resorpcji krwiak pozostawia zwapnienia. Tak przebiegający proces gojenia pozostawia trwałe zniekształcenie małżowiny usznej. Zniekształcenie to swoim wyglądem przypomina kwiat kalafiora, stąd nazwa schorzenia.

## Objawy
Silny ból i obrzęk małżowiny usznej, deformacja tkanek miękkich ucha zewnętrznego z powodu narastającego krwiaka.

## Leczenie
Leczenie może być skuteczne jedynie przy jak najwcześniejszym podjęciu działań medycznych. Wymaga ono ewakuacji krwiaka przy pomocy nacięcia lub nakłucia igłą i aspiracji jego zawartości na zewnątrz, niekiedy dodatkowo ze wstrzyknięciem w to miejsce roztworu glikokortykosteroidu, a także osłony antybiotykowej. Następnie konieczne jest założenie opatrunku uciskowego. Postępowanie takie ma za zadanie ograniczyć rozprzestrzeniania się uszkodzeń i zmniejszyć ich skalę. Pewne pozostałości, które powstały pomimo podjętych działań terapeutycznych, można leczyć zabiegami chirurgii plastycznej i rekonstrukcyjnej. Niektórzy sportowcy nie są jednak zainteresowani usuwaniem skutków zaistniałego urazu, uważając, że „kalafiorowate ucho” daje dowód ich waleczności i wzbudza respekt przeciwnika w kolejnych walkach.

## Zapobieganie

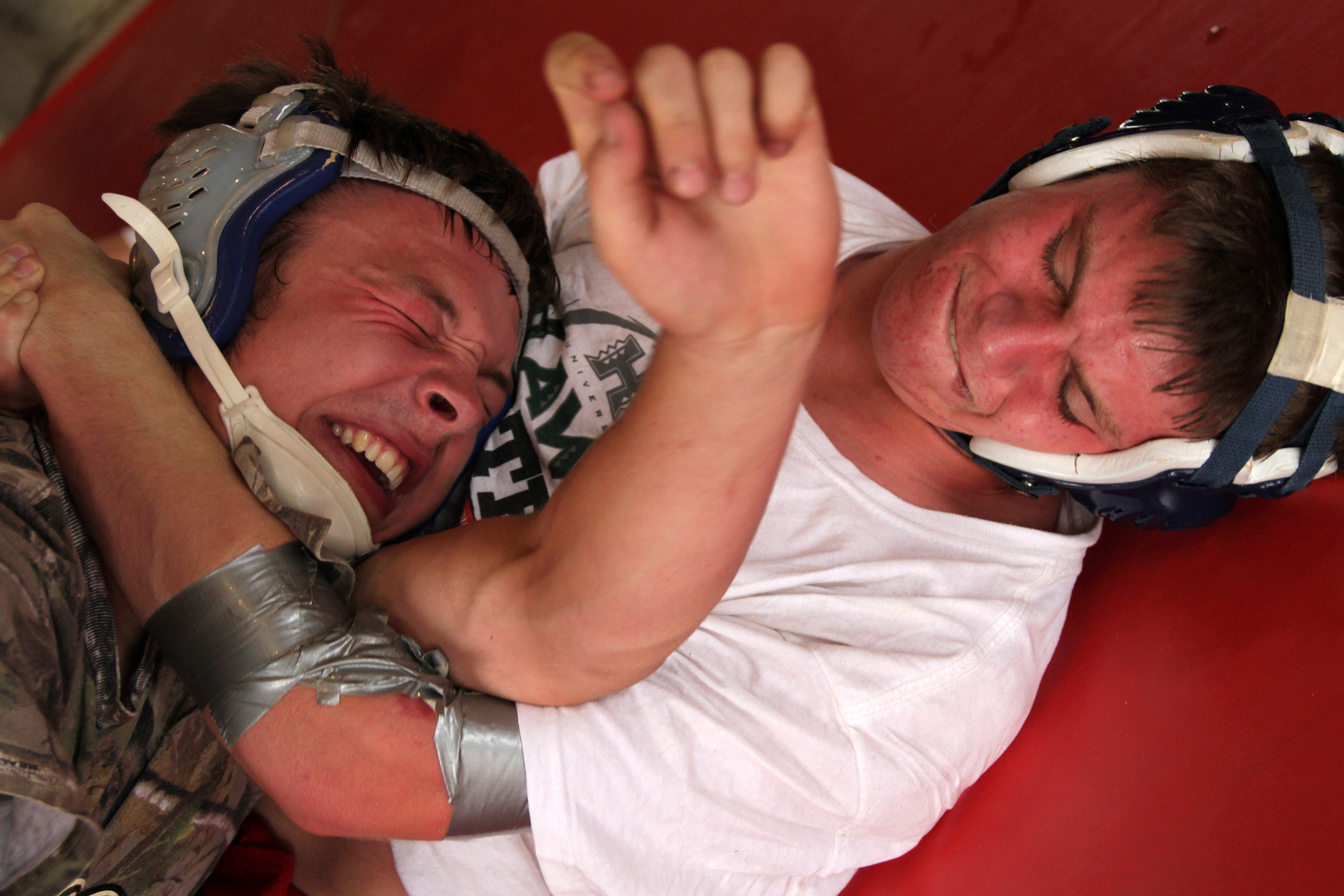
Dwaj zapaśnicy walczą w ochraniaczach uszu

Zmniejszenie ryzyka urazu małżowiny usznej w czasie uprawiania sportów walki jest możliwe dzięki stosowaniu specjalnego rodzaju kasków lub ochraniaczy na głowę ze szczególnym uwzględnieniem wrażliwych struktur ucha zewnętrznego.